# Eduard Jurist
Eduard Jurist (n. 22 februarie 1928, Chișinău, România – d. 2004, București, România) a fost un scriitor (de literatură pentru copii și proză science-fiction) și dramaturg român. 
S-a născut într-o familie de evrei, mama sa, Isabela, era profesoară de limbi străine, iar tatăl său, Mozes Jurist, era funcționar.
După absolvirea Liceului „Matei Basarab” din București (1946), s-a înscris la Facultatea de Litere și Filosofie din București. Încă student fiind, a fost angajat redactor la secția de literatură pentru copii a Editurii de Stat. În această perioadă și-a început activitatea de scriitor și de traducător. În 1948 s-a transferat la Radiodifuziunea Română, unde a lucrat mai întâi ca redactor, apoi ca șef de secție la emisiunile pentru copii și tineret.
Acesta a decedat în anul 2004, în București.

## Distincții
- Medalia Muncii (7 mai 1954) „pentru merite deosebite în domeniul radiodifuziunii”[3]

## Lucrări (selecție)
- Pentru voi, copii, 1955.
- Alarmă în subterană, 1957.
- Oul lui columb: neobișnuitele întîmplări ale unui oarecare Mike Smith, povestite de el însuși, Editura Tineretului, 1963.
- Mister la -179 C, Editura Tineretului,1966
- Duțu, Lucu și vacanța de primăvară, 1975.
- Ochelarii de scris povești, 1976, Editura Ion Creangă.
- Captivi in spațiul comic, 1979, Editura Albatros [schițe și povestiri umoristice].
- Ultima călătorie cosmică.
- Umor expres, 1984.
- Agresiunea nocturnă, Almanahul Anticipația, 1984.
- Paharul de cristal.
- Subiecte de conversație, Editura Albatros, 1989 [schițe și povestiri umoristice].
- Umordinatorul - dicționar de impresii, 254 pag, editura Tritonic, 2001, ISBN: 973-8051-30-4